# Oakley (Hampshire)
Oakley – wieś w Anglii, w hrabstwie Hampshire, w dystrykcie Basingstoke and Deane. Leży 26 km na północny wschód od miasta Winchester i 79 km na zachód od Londynu. Miejscowość liczy 5322 mieszkańców.